# 7. CISM Militär-Fußball-Weltmeisterschaft der Frauen
Das 7. Turnier um die CISM Militär-Fußball-Weltmeisterschaft der Frauen wurde vom 30. Mai bis zum 6. Juni 2008 im niederländischen Ede ausgetragen. Sieben Mannschaften nahmen in zwei Gruppen teil. Das Team aus der Demokratischen Republik Kongo hatte sich vor dem Turnier zurückgezogen, sodass in Gruppe B nur drei Mannschaften starteten.
Die deutsche Bundeswehr-Nationalmannschaft der Frauen konnte die Titelgewinne von 2001 und 2003 mit dem 3:0-Finalsieg über die französische Militärmannschaft wiederholen.

## Gruppe A
| Pl. | Land        | Sp. | S | U | N | Tore    | Diff. | Punkte |
| --- | ----------- | --- | - | - | - | ------- | ----- | ------ |
| 1.  | Niederlande | 3   | 3 | 0 | 0 | 009:000 | +9    | 09     |
| 2.  | Südkorea    | 3   | 1 | 1 | 1 | 005:400 | +1    | 04     |
| 3.  | USA         | 3   | 1 | 1 | 1 | 004:400 | ±0    | 04     |
| 4.  | Bulgarien   | 3   | 0 | 0 | 3 | 000:100 | −10   | 0      |

|             |   |           |     |
| Niederlande | – | Südkorea  | 2:0 |
| USA         | – | Bulgarien | 2:0 |
| Südkorea    | – | Bulgarien | 3:0 |
| Niederlande | – | USA       | 2:0 |
| Niederlande | – | Bulgarien | 5:0 |
| USA         | – | Südkorea  | 2:2 |

## Gruppe B
| Pl. | Land        | Sp. | S | U | N | Tore    | Diff. | Punkte |
| --- | ----------- | --- | - | - | - | ------- | ----- | ------ |
| 1.  | Frankreich  | 2   | 2 | 0 | 0 | 007:000 | +7    | 06     |
| 2.  | Deutschland | 2   | 1 | 0 | 1 | 001:100 | ±0    | 03     |
| 3.  | Kanada      | 2   | 0 | 0 | 2 | 000:700 | −7    | 0      |

|             |   |             |     |
| Deutschland | – | Kanada      | 1:0 |
| Frankreich  | – | Deutschland | 1:0 |
| Frankreich  | – | Kanada      | 6:0 |

## Halbfinale
|             |   |             |     |
| Deutschland | – | Niederlande | 2:1 |
| Frankreich  | – | Südkorea    | 2:1 |

## Spiel um Platz 5
|     |   |        |           |
| USA | – | Kanada | 1:0 n. V. |

## Spiel um Platz 3
|             |   |          |     |
| Niederlande | – | Südkorea | 2:1 |

## Finale
|             |   |            |     |
| Deutschland | – | Frankreich | 3:0 |